# 特定タンカーに係る特定賠償義務履行担保契約等に関する特別措置法
特定タンカーに係る特定賠償義務履行担保契約等に関する特別措置法（とくていタンカーにかかるとくていばいしょうぎむりこうたんぽけいやくとうにかんするとくべつそちほう、平成24年6月27日法律第52号）は、欧州連合による対イラン制裁により、イラン産原油を輸送するタンカーについて、欧州連合域内の企業による再保険の引受けが禁止されることにより、損害保険契約でカバーされる金額を超える金額がカバーされなくなる恐れがあることを受け、当該部分について、政府が日本船主責任相互保険組合等と契約することにより海上保険機能を提供することに関する日本の法律（特別措置法）である。
法令番号は平成24年法律第52号。2012年（平成24年）6月27日に公布・施行された。国土交通省が所管する。

## 構成
- 第1条（趣旨）
- 第2条（定義）
- 第3条（特定保険者交付金交付契約）
- 第4条（特定保険者交付金交付契約の期間）
- 第5条（納付金）
- 第6条（特定保険者交付金）
- 第7条（特定保険者交付金交付契約の締結の限度）
- 第8条（通知）
- 第9条（報告の徴収）
- 第10条（時効）
- 第11条（代位等）
- 第12条（特定保険者交付金交付契約の解除）
- 第13条（業務の管掌）
- 第14条（船主相互保険組合法の特例）
- 第15条（国土交通省令への委任）
- 附則

## 概要
欧州連合が2012年に対イラン制裁の一環として域内企業による再保険の引き受けを禁じたことから、イランから原油を輸入する際の海上保険の提供に不安が生じた（世界の再保険市場における主要アクターのほとんどは欧州連合域内に存在し、欧州連合の法律に服する。）。エネルギー安全保障の観点からイラン産原油の輸入を継続するため、政府が民間に代わって海上保険機能の提供を実施することを目的として本法が制定された。
本法に基づき、イラン産原油を輸送しようとするタンカーについて、損害保険契約でカバーされる金額を超える金額については政府が保険機能を提供することが可能となった。
タンカー所有者は政府に対して納付金（保険料に相当。）を納付し、事故時に政府から交付金を受け取る。